# Ново-Криушанская волость
Ново-Криушанська волость — историческая административно-территориальная единица Богучарского уезда Воронежской губернии с центром в слободе Новая Криуша.
По состоянию на 1880 год состояла 2 поселений, единой сельской общины. Населения — 5795 человек (2886 мужского пола и 2909 — женской), 814 дворовых хозяйств.
|                       | Площадь, десятин | В том числе пахотной, дес. |
| --------------------- | ---------------- | -------------------------- |
| Сельских общин        | 18535            | 15801                      |
| Частной собственности | —                | —                          |
| Другой собственности  | 116              | 116                        |
| В общем               | 18651            | 15917                      |

Поселения волости на 1880 год:
- Новая Криуша — бывшая государственная слобода при реке Криуша за 62 версты от уездного города, 5071 лицо, 716 дворов, православная церковь, школа, 2 лавки.
- Собацкий — бывший государственный хутор при реке Криуша, 695 лиц, 98 дворов, православная церковь.

По данным 1900 года к волости относились:
- слобода Новая Криуша;
- хутор Собацкий;
- хутор Вязовый (Дубовский);
- слобода Скрыпникова (Михайловка, Верхнее);
- хутор Митрофанова;
- собственнический хутор Попова Сеньковка;
- 2 владельческих хутора Семена Воскобойникова;
- лесная сторожка Ивана Урсула;

В 1915 году волостным урядником был Андрей Иванович Цырульников, старшиной был Василий Сергеевич Жданов, волостным писарем — Александр Захарович Конский.